# Bosville
Bosville és un municipi francès situat al departament del Sena Marítim i a la regió de Normandia. L'any 2007 tenia 535 habitants.

## Demografia

### Població
El 2007 la població de fet de Bosville era de 535 persones. Hi havia 198 famílies de les quals 48 eren unipersonals (12 homes vivint sols i 36 dones vivint soles), 67 parelles sense fills, 79 parelles amb fills i 4 famílies monoparentals amb fills.
La població ha evolucionat segons el següent gràfic:
Habitants censats

### Habitatges
El 2007 hi havia 263 habitatges, 203 eren l'habitatge principal de la família, 46 eren segones residències i 13 estaven desocupats. Tots els 257 habitatges eren cases. Dels 203 habitatges principals, 156 estaven ocupats pels seus propietaris, 46 estaven llogats i ocupats pels llogaters i 2 estaven cedits a títol gratuït; 1 tenia una cambra, 8 en tenien dues, 28 en tenien tres, 53 en tenien quatre i 114 en tenien cinc o més. 153 habitatges disposaven pel capbaix d'una plaça de pàrquing. A 88 habitatges hi havia un automòbil i a 96 n'hi havia dos o més.

### Piràmide de població
La piràmide de població per edats i sexe el 2009 era:
| Homes | Edats   | Dones |
| ----- | ------- | ----- |
| 0     | 95 o +  | 0     |
| 4     | 90 a 94 | 0     |
| 0     | 85 a 89 | 8     |
| 0     | 80 a 84 | 4     |
| 4     | 75 a 79 | 4     |
| 12    | 70 a 74 | 8     |
| 16    | 65 a 69 | 16    |
| 16    | 60 a 64 | 12    |
| 20    | 55 a 59 | 12    |
| 12    | 50 a 54 | 20    |
| 24    | 45 a 49 | 20    |
| 24    | 40 a 44 | 12    |
| 20    | 35 a 39 | 16    |
| 4     | 30 a 34 | 12    |
| 8     | 25 a 29 | 16    |
| 8     | 20 a 24 | 12    |
| 20    | 15 a 19 | 24    |
| 20    | 10 a 14 | 20    |
| 16    | 5 a 9   | 20    |
| 24    | 0 a 4   | 8     |

## Economia
El 2007 la població en edat de treballar era de 344 persones, 254 eren actives i 90 eren inactives. De les 254 persones actives 222 estaven ocupades (129 homes i 93 dones) i 32 estaven aturades (16 homes i 16 dones). De les 90 persones inactives 32 estaven jubilades, 19 estaven estudiant i 39 estaven classificades com a «altres inactius».

### Ingressos
El 2009 a Bosville hi havia 203 unitats fiscals que integraven 526 persones, la mediana anual d'ingressos fiscals per persona era de 16.092 €.

### Activitats econòmiques
Dels 13 establiments que hi havia el 2007, 4 eren d'empreses de construcció, 3 d'empreses de comerç i reparació d'automòbils, 2 d'empreses de transport, 1 d'una empresa d'hostatgeria i restauració i 3 d'empreses de serveis.
Dels 5 establiments de servei als particulars que hi havia el 2009, 1 era un taller de reparació d'automòbils i de material agrícola, 1 paleta, 2 fusteries i 1 electricista.
L'únic establiment comercial que hi havia el 2009 era una botiga de menys de 120 m².
L'any 2000 a Bosville hi havia 18 explotacions agrícoles que ocupaven un total de 768 hectàrees.

## Equipaments sanitaris i escolars
El 2009 hi havia una escola elemental integrada dins d'un grup escolar amb les comunes properes formant una escola dispersa.

## Poblacions més properes
El següent diagrama mostra les poblacions més properes.